# Martin Schirdewan
Martin Schirdewan (Istočni Berlin - 12. srpnja 1975.) njemački je novinar, političar i zastupnik u Europskom parlamentu od 8. studenoga 2017. Preuzeo je mjesto eurozastupnika nakon ostavke Fabija De Masija. Član je njemačke stranke Ljevica (njem. Die Linke), te je supredsjedatelj parlamentarne skupine Ljevica u Europskom parlamentu – GUE/NGL. Kao supredsjedatelj grupe, član je Konferencije predsjednika Europskog parlamenta, tijela odgovornog za upravljanje Parlamentom.

## Politička karijera
Schirdewan je rođen 1975. u tadašnjem Istočnom Berlinu. Od 1998. do 2003. studirao je na Slobodnom sveučilištu u Berlinu, te je je 2007. doktorirao u političkim znanostima.
Između 2001. i 2008. Schirdewan je bio urednik časopisa "Kreativna utopija"  (njem. Utopie kreativ), u izdanju Zaklade Rosa Luxemburg. Od 2006. do 2015. bio je istraživač stranke Die Linke u Bundestagu i bio je viši urednik časopisa za mladež Sacco&Vanzetti, u sklopu socijalističkih dnevnih novina Neues Deutschland. Od 2015. do imenovanja u Europski parlament bio je voditelj briselskog ureda Zaklade Rosa Luxemburg i njenog atenskog "ureda za vezu", te je osnovao Zakladin ured za vezu u Madridu. Od 2012. do 2015. i ponovo 2018., Schirdewan je bio na mjestu stranačkog izvršnog direktora Die Linke.
Otkako je imenovan u Europski parlament, Schirdewan je bio član Odbora za ekonomske i monetarne poslove (ECON) i zamjenik u Odboro za unutarnje tržište i zaštitu potrošača (IMCO).

## Osobni život
Martin Schirdewan je unuk komunističkog aktivista i istočnonjemačkog političara Karla Schirdewana s kojim je odrastao razgovarajući o politici za vrijeme obiteljskih druženja.

## Vanjske poveznice
- Stranica Martina Schirdewana u Europskom parlamentu, pristupljeno 19. svibnja 2021.